# 冰島政治
冰岛政治体制采用议会代议民主共和制框架，总统为国家元首，总理为多党制下的政府首脑。行政权由政府控制，立法权则由政府和议会掌握，而司法权则独立于行政部门与立法部门之外。冰岛可以说世界上最古老的议会民主国家， 并于2021年被评级为“完全民主”。

## 历史沿革

### 1990年代
在1995年4月的议会选举中，独立党（IP）和社会民主党（SDP，所谓的维德政府）失去了四个席位，在拥有63个席位的阿尔庭（Althing）中勉强获得简单多数。然而，首相兼独立党领袖达维兹·奥德松选择了重新崛起的进步党（PP）作为一个更为保守的合作伙伴，以组成一个更强大、稳定且拥有40个席位的多数政府。由于在经济问题和冰岛在欧盟（EU）中的角色上存在派系分裂，社会民主党也因成为唯一支持冰岛申请加入欧盟的政党而遭受损失。

### 2000年代至2010年代
千禧年初期，所有左翼政党合并成立了社会民主联盟（Social Democratic Alliance）。然而，一些成员选择加入另一个新成立的左翼政党——左翼绿色运动（Left-Green Movement）。2007年冰岛议会选举中，进步党败选，尽管仍然可以与独立党组成多数派联盟，但两党的长期合作关系就此结束。相反，独立党领袖盖尔·哈尔德（Geir Haarde）选择与社会民主联盟组成一个实力更强但相对不稳定的联合政府（即Þingvellir政府）。
盖尔的政府在2009年1月瓦解，他宣布提前选举，并在辞去党魁职务后卸任。随后，社会民主联盟与左翼绿色运动组成了临时政府。在2009年冰岛议会选举中，约翰娜·西于尔扎多蒂（Jóhanna Sigurðardóttir）领导的政府获胜，这是冰岛历史上首次由左翼政党取得议会多数席位。
2008年金融危机后，冰岛的政党体系日益碎片化。政党的数量增加，使得联合政府的组建变得更加困难。此外，自2009年1月银行业崩溃导致政府首次辞职以来，接连爆出的政治丑闻导致政府在2016年（因“巴拿马文件”事件）和2017年（因政界丑闻）两次倒台，并引发反政府抗议。从2008年以来，持续举行的抗议活动旨在揭露和反对政治腐败，并强调有必要将2009年左翼政府与部分公众共同起草的新冰岛宪法正式立法。

### 2020年代
2021年议会选举后，新政府与前政府一样，都是由独立党、进步党和左绿运动组成的三党联盟，首相为卡特琳·雅各布斯多蒂尔（Katrín Jakobsdóttir）。2024年4月，独立党的比亚尼·贝内迪克特松（Bjarni Benediktsson）接替卡特琳·雅各布斯多蒂尔成为新首相。2024年11月，在一次突发选举中，中左翼的社会民主联盟成为最大党派，意味着社会民主党的克里斯特伦·弗罗斯塔多蒂尔（Kristrun Frostadottir）成为冰岛新一任首相。

## 行政部门
| 职务 | 姓名                      | 党派                | 上任日期       |
| ---- | ------------------------- | ------------------- | -------------- |
| 总统 | 哈德拉·托马斯多蒂尔       | 无党籍              | 2024年8月1日   |
| 总理 | 克丽丝特伦·弗罗斯塔多蒂尔 | 联盟—冰岛社会民主党 | 2024年12月21日 |

冰岛总统的任期为四年，其权力非常有限，他主要承担外交和名义上的礼仪职务。2024年8月1日，哈德拉·托马斯多蒂尔成为冰岛新任总统。
冰岛总理和冰岛内阁行使大部分行政职能。政府首脑为总理，他与内阁一起负责政府的行政部门。虽然名义上内阁是由总统在议会选举后任命，但实际上这一过程由政党领导人们负责。他们在获得议会多数支持的情况下可以在讨论后自行决定哪些政党可以组阁以及如何分配席位。只有当政党领导人们在合理的时间内无法讨论并自行得出结论时，才会由总统行使权力并自行任命内阁。不过这一情况自冰岛1944年成为共和国后就未发生过。不过在1942年的时候，时任冰岛摄政的斯温·布扬松任命了一个非议会内阁。基于事实情况，斯温·布扬松在当时形同实际拥有总统职位，而他也在随后成为冰岛首任总统。冰岛政府几乎总是由两个或两个以上政党组成的联盟，因为在冰岛共和时期没有任何一个政党在议会中获得过半数席位。冰岛法律学者对总统职位所拥有的政治权力的范围存在争议；《冰岛宪法》的一些条款似乎赋予总统一些重要权力，但其他条款和传统却有不同的暗示。
总统每四年选举一次（最近为2024年），内阁每四年选举一次（最近为2024年），而地方议会选举每四年举行一次（最近为2018年）。

## 立法部门
冰岛当代的议会被称为“全体会议”，组建于1845年；当时为丹麦国王的咨询机构。不过人们普遍认为该议会是对930年至1799年自由邦时期议会的重建。
冰岛议会共有63个席位，每四年全部改选一次，除非被提前解散。冰岛公民在年满18周岁后即普遍拥有总统选举和议会选举的投票权。议会选举被划分为六个选区，采用开放式政党名单比例代表制。
在1991年之前，冰岛议会还分为上议院和下议院；但在此后便采用一院制。

## 执法部门
司法机构由最高法院和地区法院组成。
大法官由司法部长任命，终身任职。
《冰岛宪法》保护司法部门免受行政部门和立法部门的干扰。

## 延伸阅读
- Baldur Thorhallsson (编). . Abingdon-on-Thames: Taylor & Francis Group. 2018. ISBN 9780429871801 （英语）.

- Baldur Thorhallsson (编). . Ithaca: Cornell University Library. 2021. ISBN 9780935995268 （英语）.

- Gunnar Helgi Kristinsson. . Reykjavík: Háskólaútgáfan. 2007. ISBN 9789979547631 （冰岛语）.

- Gunnar Helgi Kristinsson. . Reykjavík: Háskólaútgáfan. 2021. ISBN 9789935232625 （冰岛语）.

- Eva H. Önnudóttir; Agnar Freyr Helgason; Ólafur Th. Harðarson; Hulda Thórisdóttir. . Abingdon-on-Thames: Taylor & Francis Group. 2021. ISBN 9780429790683 （英语）.